# Challenge Discovery 3M du jeune scientifique
Le Challenge Discovery 3M du jeune scientifique (en anglais Discovery Education 3M Young Scientist Challenge) est un concours de jeunes en sciences ou ingénierie administré par Discovery Education et 3M pour les collégiens des États-Unis. Il correspond au concours européen European Union Contest for Young Scientists.
Les élèves postulent en créant une vidéo de 1 à 2 minutes détaillant leur idée d'une nouvelle invention destinée à résoudre un problème du quotidien. Dix finalistes sont choisis chaque année pour travailler aux côtés de scientifiques de 3M lors d'un mentorat d'été et se rendre au 3M Innovation Center à Saint Paul (Minnesota). Le gagnant remporte le prix de 25 000 $ et le titre de meilleur jeune scientifique américain,.

## Lauréats
- 2017 : Gitanjali Rao (scientifique)
- 2020 : Anika Chebrolu